# Dora Maar
Dora Maar, nata Henriette Theodora Markovitch (Parigi, 22 novembre 1907 – Parigi, 16 luglio 1997) è stata una fotografa, poetessa e pittrice francese di origine croata.
Autrice di collage e fotomontaggi di matrice surrealista molto apprezzati.

## Biografia

### Le origini
Nacque a Parigi da Joseph (Josip Marković), architetto croato famoso in Sudamerica, e Louise-Julie Voisin, appartenente a una famiglia cattolica di Cognac, Francia. Il padre aveva terminato gli studi a Parigi, divenendo architetto. Autore del padiglione della Bosnia Erzegovina all'Esposizione universale di Parigi del 1900, aveva ricevuto incarichi prestigiosi a Buenos Aires e realizzato importanti edifici. Dora trascorse l'adolescenza tra Parigi e la capitale argentina; fin da bambina poteva rimanere attratta dalle opere di de Chirico e da nuove correnti architettoniche, legate all’esperienza del padre. A cavallo degli anni 20 studiò all'École et Ateliers d'Arts Décoratifs a Parigi, volle diventare pittrice e per questo frequentò l'Académie André Lhote dove incontrò Henri Cartier-Bresson, ma strada facendo nacque in Dora il desiderio d'immortalare artisticamente quello che vedeva, si appassionò alla fotografia e s'iscrisse all'École de Photographie de la Ville de Paris.
A parte qualche opera pittorica (tra le quali due nature morte su legno ovali, che Dora vendette per necessità economiche dopo Picasso), Dora abbandonò la pittura e si dedicò alla fotografia. Iniziò una fase d'intenso lavoro: aprì uno studio in collaborazione con Pierre Kéfer e conobbe Man Ray. Dai disagi della crisi economica mondiale, dovuti al crollo della borsa di New York del '29, gli anni Trenta rappresentarono un periodo favorevole allo sviluppo della "fotografia di strada". Per Dora era fondamentale immortalare i momenti della sofferenza, cogliere le espressioni, catturare gli attimi di vita di migliaia di persone poverissime, concentrate in baracche costruite con mezzi di fortuna: pezzi di legno, di metallo o di cartone. Una parte consistente della produzione fotografica di Dora venne realizzata in questa parte di Parigi. Mendicanti, vagabondi, disperati e madri sole con i figli piccoli, diventarono attraverso Dora opere fotografiche surrealistiche, scatti che sono esempi esplicativi della sua originalità nel riuscire a cogliere tutta l'umanità del gesto.
Dora Maar condivise con altre artiste di estrazione borghese la presa di coscienza della diffusa diseguaglianza sociale e della disperazione in cui versava gran parte della popolazione. Si schierò dalla parte dei diseredati, ma "questa sua presa di posizione era accompagnata da un'istintiva inclinazione per il misterioso, il magico e il soprannaturale", una sintonia che la avvicinò al gruppo surrealista. Il mondo dei sogni, l'arte infantile, il primitivo, l'erotismo, l'inquietante stranezza del quotidiano: questo è l’universo di Dora. Lo sguardo è un tema frequente, quasi ossessivo quanto la cecità e gli occhi chiusi in trance o nel sonno; elemento surrealista ricorrente: "chiudere gli occhi al mondo che ci circonda ci permette di aprirli all'inconscio". Dora viaggiò per l'Europa, spesso da sola. Durante il suo viaggio in Costa Brava e a Barcellona, catturò l'atmosfera e il tono vitale della città con empatia e tenerezza; appartengono a questo periodo scatti molto interessanti del mercato della Boquería e il Parco Güell (Albero sotto gli archi del Parco Güell di Gaudí, 1933).
"A venticinque anni ero molto di sinistra, non come adesso, però non mi sono mai iscritta al partito comunista". L'impegno politico di Dora si espresse dapprima in seno al gruppo surrealista: firmò il manifesto "Appel à la lutte", pubblicato da Breton nel febbraio del 1934. La sua partecipazione si fece più attiva nel gruppo Contre-Attaque, creato nel 1935 da Georges Bataille e André Breton; condivise con i membri la critica verso "la frenetica necessità di ortodossia" del partito comunista, la condanna anticapitalista, l'opposizione verso il parlamentarismo borghese, stigmatizzato come corrotto. La rivoluzione sociale venne considerata l’unica e la sola possibile alternativa alle condizioni disumane nelle quali viveva la maggior parte dei cittadini.
Dopo lo scioglimento di Contre-Attaque nel 1936, Dora continuò a condividere gli ideali dell'amico Bataille, i quali influenzarono i suoi fotomontaggi del tempo, introducendo una sorta di contestualizzazione religiosa dell'erotismo, in una prospettiva enigmatica (Nudo e candeliere). Impegnata in incarichi, mostre, pubblicazioni, critiche sui giornali e attiva nel mondo della moda, divenne responsabile delle relazioni pubbliche dello stilista J. Heim. Vestiva con eleganza ed ebbe una grande passione per i cappelli.

### L'incontro con Picasso
Pubblicò le sue prime foto nel 1930 e l'anno seguente lavorò con il fotografo ungherese Brassaï. Nel 1931, in società con Pierre Kéfer, aprì uno studio fotografico, operando nel settore della moda e della pubblicità, firmando le sue foto Kéfer-Dora Maar. Di estrema sinistra, divenne famosa con la sua Rollei, per le istantanee che ritraggono la mondanità francese. Le sue foto vennero pubblicate su riviste prestigiose come Madame Figaro. Divenne prima la compagna del cineasta Louis Chavance e in seguito del poeta Georges Bataille. Espose all'Internazionale della fotografia di Bruxelles e alla mostra dello studio Saint-Jacques per la Constitution des Artistes Photographes. Georges Bataille la introdusse nella cerchia dei surrealisti, dove conobbe Breton, Eluard, Leiris, Man Ray. Prese parte all'attività del gruppo con alcune foto e fotomontaggi; ritoccò i negativi, utilizzò solarizzazioni, collage, fotomontaggi e sovrapposizioni.
Maar era già conosciuta come fotografa prima d'incontrare Pablo Picasso. Il primo incontro avvenne a Parigi nel 1935 sul set del film Le crime de Monsieur Lange di Jean Renoir quando lei aveva 28 anni e lui 54. Il secondo sulla terrazza del caffè Les Deux-Magots a Saint-Germain-des-Prés dove Dora, seduta da sola a un tavolino, colpiva con un coltellino lo spazio tra un dito e l'altro della mano, inguantate di bianco, non fermandosi se si feriva. Li presentò il famoso poeta Paul Éluard, che accompagnava Picasso. Il pittore si fece dare i suoi guanti insanguinati e li espose su una mensola del suo appartamento. Picasso era affascinato dalla bellezza e dallo spagnolo fluente di Dora, che era cresciuta in Argentina. Poco dopo quest'incontro trovò a Picasso un nuovo appartamento in affitto, in Rue des Grands-Augustins, mentre lei restò nella casa dietro l'angolo, potendo accedere allo studio dell'artista solo su invito.
Picasso traeva soddisfazione nell'umiliare Dora, tanto da convincerla ad abbandonare la fotografia per la pittura, campo in cui lei non poteva competere con l'artista. La faceva ingelosire, essendo ancora legato a Marie-Thérèse Walter, che gli aveva dato anche una figlia, Maya. L'ormai ex-fotografa fu sopraffatta dalla personalità del pittore: divenne la sua "musa privata" e fu da lui ritratta in numerosissimi dipinti, ma era vista anche come "l'incarnazione stessa del dolore". 
Picasso iniziò a dipingere Guernica usando il volto di Dora per ritrarre la figura che sorregge la lanterna al centro della composizione. Gli storici hanno a lungo ipotizzato che questa fosse ispirata ad una delle lampade dello studio che Picasso usava per illuminare la tela mentre lavorava; tuttavia, la Maar affermò che il soggetto era stato tratto da un dipinto da lei realizzato all'inizio di quell'anno (forse, La Conversation). In ogni caso, affascinata dalla potenza figurativa del dipinto, dall'11 maggio al 4 giugno 1937 Dora Maar documentò l'evoluzione dell'opera. I celebri scatti fotografici furono pubblicati nel numero 4-5 della rivista Cahiers d'art del 1937. Insieme, lei e Picasso studiarono diversi tipi di stampe con Man Ray.
La loro relazione durò quasi nove anni. Dora Maar fu lasciata da Picasso, che nel 1943 aveva appena incontrato la giovanissima Françoise Gilot, e cadde in una profonda depressione, soffrendo anche per la propria sterilità, che la costrinse a farsi ricoverare in una clinica psichiatrica. Fu sottoposta a numerosi elettroshock e presa in cura dallo psicanalista dello stesso Picasso, Jacques Lacan, che riuscì a farle accettare la malattia.

### Periodo dopo Picasso
Nella Parigi del 1944, ancora occupata dai nazisti, Picasso le lasciò un disegno del 1915 come regalo d'addio: ritraeva Max Jacob, caro amico di Picasso appena deceduto nel campo di concentramento di Drancy dopo essere stato arrestato dai nazisti. Picasso le lasciò anche alcune nature morte e una casa a Ménerbes, in Provenza. Dora conobbe i disagi, ma conservò questi dipinti fino alla sua morte; vendette solo due sue opere giovanili, fatte al tempo degli studi a Parigi, che furono anche viste da Picasso. Dora si spense in una casa di ricovero nel 1997. Fu una delle poche amanti a sopravvivere a Picasso non suicidandosi, sebbene dicesse "Io non sono stata l'amante di Picasso. Lui era soltanto il mio padrone". 

## Carriera fotografica
Dora Maar si fece conoscere negli anni '20 e '30 come "fotografa commerciale" con ritratti e pubblicità, e nel tempo libero sperimentava la street photography e le avanguardie.
Nelle sue fotografie la Maar tinse i mendicanti ciechi e i bambini disadattati di un'inusuale dignità; rese austeri i collage e le immagini surrealiste (un paio di scarpe che stanno apparentemente passeggiando sulla spiaggia) e creò due opere spettrali, capovolgendo il soffitto di una cattedrale.
Impresse su pellicola ciò che potrebbe essere classificato come street surrealism: una bambola abbandonata sospesa con un chiodo a una recinzione in legno; un gruppo di bambini che si azzuffano con un paio di gambe in più. La sua opera fotografica si distingue per una "limpidezza formale" e "un'emozione diretta".
Il 14 marzo 2019 è stato scoperto il ritratto Buste de femme (Dora Maar), opera di Picasso risalente al 1938, che per alcuni era appartenuto alla collezione privata dello sceicco saudita Abdulmalik.
Nel 2024 è stato scoperto un altro suo ritratto attribuito a Picasso, il Buste de Femme Dora Maar.